# Pulchérie (Corneille)
Pour les articles homonymes, voir Pulchérie (homonymie).
Pulchérie est une comédie héroïque de Pierre Corneille représentée pour la première fois le 25 novembre 1672 au Théâtre du Marais. Elle est inspirée de la fin de la vie de Pulchérie, impératrice byzantine de 450 à 453.
Cette pièce est l'avant-dernière de Corneille.